# Partizanen (boek)
Partizanen (oorspronkelijke Engelse titel: Partisans) is een boek geschreven door Alistair MacLean.

## Verhaal
Wanneer de Duitsers tijdens de Tweede Wereldoorlog Joegoslavië bezetten wijkt Peter uit naar Italië. Hij wil de verbanning van de koning van Joegoslavië ongedaan maken. Wanneer de Duitsers hem dwingen om voor hen te werken ruikt hij zijn kans. Hij wordt met twee andere Joegoslaven over de grens gestuurd om het partizanenverzet te breken. En dan komt hij erachter dat zijn metgezellen ook een spelletje spelen met de Duitsers.